# Hermann von Fischel

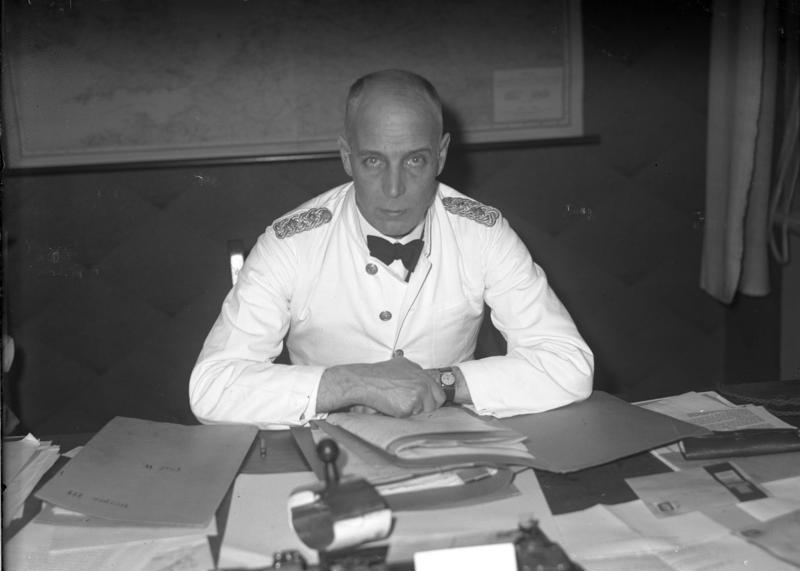
El capitán de navío Hermann von Fischel (1933)

Hermann von Fischel (* 13 de enero de 1887 en Kiel; † 13 de mayo de 1950 cerca de Moscú) fue un marino alemán que llegó a almirante en la Segunda Guerra Mundial.

## Vida
Fischel era hijo del almirante honorífico Max von Fischel y el 1 de abril de 1905 ingresó como guardiamarina en la Marina Imperial alemana. Tras cursar la formación marinera elemental en el crucero-fragata SMS Stosch, pasó a la Escuela Naval, donde el 7 de abril de 1907 ascendió a alférez de fragata y tras cursar exitosamente los estudios, fue destinado al Escuadra de Asia Oriental. A bordo del crucero ligero SMS Arcona le llegó el ascenso a Leutnant zur See, empleo inferior al de alférez de navío. Tras regresar a Alemania, Fischel pasó a la 1.ª División de Torpedos en octubre de 1909 como oficial de compañía. Después fue oficial de guardia en diversos torpedero y tras ascender el 27 de enero de 1911 a alférez de navío recibió por primera vez el mando de un barco, el  SMS T 56. Del 1 de octubre de 1911 al 30 de septiembre de 1913 fue oficial de Artillería en los cruceros ligeros SMS Mainz y  SMS Königsberg, pasando luego como oficial de guardia al navío de línea SMS Hannover. Desde julio hasta fines de noviembre de 1915 se estuvo adiestrando en guerra submarina. Entre diciembre de 1915 y fines de marzo de 1916 fue comandante del submarino SM U 17, luego durante un mes del torpedero SM S 125, y finalmente hasta agosto de 1918 del submarino SM U 65. Tras dejar el mando de ese U-Boot, Fischel, que desde el 24 de abril de 1916 ya era teniente de navío, fue destinado como segundo oficial de estado mayor a la flotilla de submarinos de Pola. Al terminar la guerra quedó como disponible sin destino hasta ser admitido en la Reichsmarine.
A continuación fue jefe de compañía en la 3.ª sección de Artillería Naval en in Swinemünde. Del 4 de enero al 30 de septiembre de 1922 fue tercer oficial de estado mayor del Jefe de la Estación Naval del Báltico en Kiel, pasando luego, y hasta el 25 de septiembre de 1924 como segundo oficial de Artillería a bordo del navío de línea Hannover. Fischel recibió luego el mando de la 1.ª sección de instrucción naval del Báltico y el 1 de octubre de 1924 fue ascendido a capitán de corbeta. Del 29 de agosto de 1925 al 26 de septiembre de 1927, fue primer oficial de Artillería del navío de línea Elsass y luego, hasta el 22 de septiembre de 1930, profesor y más tarde oficial de estado mayor de la Escuela de Artillería Embarcada de Kiel-Wik. Con fecha de 1 de enero de 1930 ascendió a capitán de fragata. Pasó al Estado Mayor de la Armada, donde como jefe del Departamento de Formación (A III) ascendió el 1 de octubre de 1931 a capitán de navío.
El 15 de marzo de 1933 Fischel se hizo cargo de la unidad de adiestramiento de la dotación del recién alistado acorazado de bolsillo Deutschland, del que fue primer comandante. El 29 de septiembre de 1935 traspasó el mando del Deutschland de nuevo y, previo ascenso a contraalmirante con fecha 1 de octubre de 1935, quedó a disposición del jefe de la Kriegsmarine. Del 25 de noviembre de 1936 al 8 de febrero de 1938 fue Jefe de Panzerschiffe (acorazados de bolsillo) y al tiempo, en varias ocasiones, comandante de las fuerzas navales alemanas ante la vor der Península ibérica durante la Guerra Civil Española. Tras su regreso a Alemania, el 1 de abril de 1938 fue ascendido a vicealmirante y al mismo tiempo nombrado Jefe del Departamento General de Marina, en el que permaneció hasta el 31 de diciembre de 1939. Después fue hasta el 8 de enero de 1941 Jefe de la Comisión de Pruebas de Nuevas Construcciones Navales y además, entre agosto y octubre de 1940, Jefe de la Flota de Transporte B, en el marco de la nunca realizada Operación León Marino. 

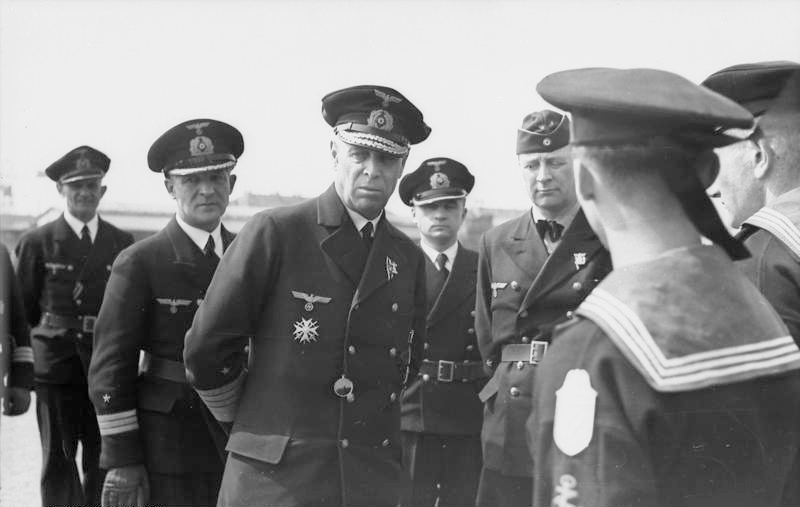
Almirante von Fischel (en el centro, 1941)

Hasta el 16 de febrero de 1941 siguió su destino como Comandante de la Seguridad en el Oeste y hasta el 31 de enero de 1943 como Comandante de Marina de la Costa del Canal. El 1 de septiembre de 1941 fue ascendido a almirante. El 1 de febrero de 1943 su puesto cambió de nombre y Fischel pasó a ser hasta el 10 de mayo de 1943 Almirante al Mando de la Costa del Canal. Después, hasta el 18 de junio de 1943 se le adjuntó al Personal de Enseñanza de Asuntos Aéreos y hasta el 14 de septiembre de 1944 fue director de la Sección de Enseñanza de la Luftwaffe. Por fin Fischel quedó en la reserva y fue jubilado con fecha 30 de noviembre de 1944.
Terminada la guerra, fue apresado por soldados soviéticos y murió el 13 de mayo de 1950 en un campo de prisioneros cerca de Moscú.

## Condecoraciones
- Cruz de Hierro (1914) de 2.ª y 1.ª Clase[1]
- Cruz de Caballero de la Real Orden de la Casa Hohenzollern con Espadas[1]
- U-Boot-Kriegsabzeichen (1918)[1]
- Cruz de Federico-Augusto de 2.ª y 1.ª Clase[1]
- Orden de la Corona de Hierro de 3.ª Clase con Condecoración de Guerra[1]
- Cruz del Mérito Militar de Austria de 3.ª Clase con Condecoración de Guerra[1]
- Media Luna de Hierro[1]
- Cruz española en Oro con Espadas
- Broche para la Cruz de Hierro de 2.ª y 1.ª Clase
- Cruz Alemana de Oro el 25 de mayo de 1943